# Reinhard Palm
Reinhard Palm (* 30. April 1957 in Vöcklabruck, Oberösterreich; † 15. Jänner 2014 in Wien) war ein österreichischer Autor, Übersetzer und Dramaturg.

## Ausbildung
Palm wuchs im oberösterreichischen Timelkam auf und besuchte das Bischöfliche musisch-pädagogische Realgymnasium Linz, wo er 1975 maturierte. Von 1975 bis 1978 studierte er an der Universität Salzburg Germanistik, Geschichte und Philosophie, von 1978 bis 1980 an der Universität Wien Völkerkunde, Arabisch und Hebräisch. Ein Forschungsaufenthalt führte ihn 1981 nach Jerusalem. 1982 promovierte er zum Dr. phil. mit einer Arbeit über Pilgerwesen und Orienterfahrung im Spätmittelalter an der Universität Salzburg. Zwischen 1983 und 1988 lebte, übersetzte und forschte er in Lyon, Arles und Paris. Von 2003 bis 2007 studierte er Sanskrit und Indologie an der Universität Zürich und besuchte von 2005 bis 2009 die Yoga University in Villeret, die er mit dem Diplom des Schweizer Yogaverbandes (SYV) abschloss.

## Theaterarbeit
Palm begann seine Theaterarbeit als Dramaturg seines Bruders, des Regisseurs und Schriftstellers Kurt Palm, in Salzburg, war 1984 und 1985 Dramaturg an den Städtischen Bühnen Freiburg im Breisgau. Von 1986 bis 1987 arbeitete er als Dramaturg am Burgtheater Wien, in den Jahren 1988 und 1989 am Schauspielhaus Bochum, 1989 bis 1999 Chefdramaturg am Schauspielhaus Zürich, zunächst bei Achim Benning, dann ab 1992 als Stellvertreter des Künstlerischen Direktors Gerd Leo Kuck. 1999/2000 war Palm interimistisch Künstlerischer Direktor am Schauspielhaus Zürich. Als Dramaturg arbeitete Palm unter anderem mit den Regisseuren Barbara Basel, Achim Benning, Jürgen Bosse, Andrea Breth, Henning Brockhaus, Harald Clemen, Werner Düggelin, Matthias Fontheim, Götz Fritsch, Dieter Giesing, Terry Hands, Matthias Hartmann, Alois-Michael Heigl, Uwe Eric Laufenberg, Barbara Liebster, Oswald Lipfert, Lioudmila Meier-Babkina, David Mouchtar-Samorai, Hans Neuenfels, Kurt Palm, Niels-Peter Rudolph, Volker Schmalöer, Peter N. Steiner, George Tabori, Klaus Weise, Peter Wood, Karst Woudstra.
Ab 2000 widmete sich Palm verstärkt der Bearbeitung und Übersetzung von Stoffen für das Theater.

## Lehrtätigkeit
1983 hielt Palm Vorlesungen an der Faculté catholique in Lyon über Elias Canetti und Johann Gottfried Herder. Weitere Lehrtätigkeiten an der Zürcher Hochschule Winterthur (2001), an der Hochschule für Musik und Theater Zürich (2001 bis 2002), an der Maskenbildnerschule Schweiz (2008 bis 2010), an der Universität Wien (Germanistik) (2010 bis 2014) und am Konservatorium Wien Privatuniversität (Abt. Schauspiel) (2010 bis 2014).

## Auszeichnungen
- 1979 Rauriser Literaturpreis Förderungspreis[3]

## Schriften

### Eigene Arbeiten
- A Talk With Johnny Shines, in: Blues Notes 3 & 4. 1975, S. 20–24
- A Strange And Bitter Cry, in: Blues Notes 1 & 2. 1977, S. 53–61 bzw. S. 60–73
- Die Mentalität der Pförtner, in: Salz 16. 1979
- Gespräch zwischen Franz Innerhofer und Georg Schmid in: Manuskripte 64. Eingeleitet und redigiert von R. Palm, 1979, S. 28–43
- Ein Glücklicher. Zum 100. Geburtstag von Georges Duhamel, in: Die Presse, 23. Juni 1984
- Igteris, in: SALZ 39 (1985)
- Sich vielerlei Gestalt bewusst zu sein. Beiheft zum „Park“-Programm (Botho Strauss) des Burgtheaters, ebenso erschienen in: Strauss lesen, hrsg. von M. Radix, Hanser, München 1987
- Wahrheit als Katastrophe. Zu Canettis „Hochzeit“, in: Programm des Burgtheaters zu „Hochzeit“ von Elias Canetti, ebenso erschienen in: Die Presse, 21. September 1985
- Nerval in Wien, in: Die Presse, 26. Juli 1986
- Federfuchs, in: Landmassaker, Verlag der Österreichischen Staatsdruckerei, Wien 1986
- Vom Lachen Gottes. Milan Kunderas Kunst des Romans, in: Die Presse, 21. März 1987
- „So viele Ichs, so viele Figuren“. Gespräch mit George Tabori, in: Programmbuch des Burgtheaters zu „Mein Kampf“ von George Tabori, ebenso in: Spectaculum 46, Suhrkamp, Frankfurt/Main 1988; ebenso in: Der Spielmacher. Gespräche mit George Tabori, hrsg. von Wend Kässens, Berlin 2004
- Zipf. Ein Monolog, Sessler, Wien 1987, ebenso erschienen in: Neue Rundschau 3, Fischer, 1988
- Anmerkung zu „Professor Bernhardi“. Die Zensur und die Dramaturgie, in: Programm des Schauspielhauses Zürich zu „Professor Bernhardi“ von Arthur Schnitzler, 1989
- Gorkis Schmutz, in: Programm des Schauspielhauses Zürich zu „Kinder der Sonne“ von Maxim Gorki, 1990
- Das Glück beim Geldverdienen. Eugène Scribe und das Theater, in: Eugène Scribe: Die erste Liebe oder Erinnerungen an die Kindheit, herausgegeben, übersetzt und mit einem Nachwort von R. Palm, Insel, Frankfurt/Main 1991
- „O menschliche Dummheit, sollte ich dich kennen?“ Über „Das schwache Geschlecht“, in: Der einzige Spass in der Stadt, hrsg. von Wolfgang Kralicek und Kurt Palm, Wien 1994
- Gespräch mit Yasmina Reza, in: Programm des Schauspielhauses Zürich zu „Kunst“ von Yasmina Reza, 1996; ebenso in: Spectaculum 64, Suhrkamp, Frankfurt/Main 1996
- Die Brutalität einer Frau. Collage zu Marina Zwetajewa, in: Spectaculum 65, Suhrkamp, Frankfurt/Main 1997
- Karst. Aus Gesprächen mit Karst Woudstra. Beiheft zum Programm der Uraufführung von „Der Tod des Herakles“ von Karst Woudstra am Schauspielhaus Zürich, Zürich 1998
- Figuren der Auflösung. Zu „Der Kuss des Vergessens“ von Botho Strauss, in: Akzente 3, Hanser, 1999
- Le duc du charme. Zum 70. Geburtstag von Werner Düggelin, in: BLICK, 7. Dezember 1999
- Zürich sehen und..., Rede anlässlich der Neubürgerfeier der Stadt Zürich am 28. Februar 2000
- krieg macht staat. vorwort zu „blutspuren. shakespeares königsdramen am schauspielhaus zürich 99/00“, Zürich 2000
- Dracula. Nach Bram Stoker, Sessler, Wien 2002
- Albis. Szenen aus dem 4. Jahrhundert, Sessler, Wien 2004
- Der Kuhhandel Musical von Kurt Weill. Libretto von Robert Vambery in einer Bearbeitung von Reinhard Palm, Sessler, Wien 2004
- Zeichen und Wunder, in: Programm des Theaters Heddy Maria Wettstein zur Uraufführung von „Morgen vor fünf Jahren“ von Herbert Meier, Zürich 2005
- Metropolis. Libretto (nach dem gleichnamigen Roman von Thea von Harbou und dem Film von Fritz Lang), Sessler, Wien 2005
- Canetti in progress. Vortrag beim Canetti-Symposium in Graz, 23. Juni 2005 (gekürzt in: Die Presse, 8. Mai 2011)
- Wie das Theater funktioniert, in: Theater – Vom Handwerk zum Kunstwerk, Zürich 2007, S. 33–51
- Die Anfänge des Yoga in der Schweiz, in: Yoga Journal Nr. 27, Villeret 2008, S. 43–55
- Geschichtliches zur Yogini, in: Yoga Journal Nr. 28, Villeret 2009, S. 6–18
- Die Unschuldslämmer. Sechs Szenen, Thomas Sessler Verlag, Wien 2010.[4]
- Der Yogaleitfaden des Patanjali. Sanskrit / Deutsch. Übersetzt und herausgegeben von Reinhard Palm, Reclam, Stuttgart 2010
- Camilo Chamäleon Oper von Max Nagl, Libretto Reinhard Palm, Buch und Idee Katia Guedes, Sessler, Wien 2011
- Kunst und Liebe. Elias Canetti und Marie-Louise von Motesiczky, in: Literatur und Kritik, Salzburg 2011
- Solaris Oper von Detlev Glanert, Libretto Reinhard Palm nach dem gleichnamigen Roman von Stanislaw Lem, Boosey & Hawkes, Berlin 2012

### Übersetzungen
- Germania, von Patrick Beurard, in: Cahiers de Leçons de choses, Lyon (1983)
- Othon, von Pierre Corneille, ohne Verlag 1985
- Die engen Wasser, von Julien Gracq, Suhrkamp, Frankfurt/Main 1985
- Shelley, (übersetzt zusammen mit Alissa Walser) von Joyce Carol Oates, in: Spectaculum, Suhrkamp, Frankfurt 1986
- Pandora, von Gérard de Nerval, in: Die Presse, 26. Juli 1986
- Was ihr wollt oder Zwölfte Nacht, von William Shakespeare, Sessler, Wien 1988
- Das schwache Geschlecht, von Gustave Flaubert, Suhrkamp, Frankfurt/Main 1990
- Der Sprung über den Graben oder Der Weg ins Glück, von Pierre Carlet de Chamblain de Marivaux, Sessler, Wien 1990
- Kinder der Sonne, von Maxim Gorki (Deutsche Fassung zusammen mit Niels-Peter Rudolph), Sessler, Wien 1990
- Die erste Liebe oder Erinnerungen an die Kindheit, von Eugène Scribe, Insel, Frankfurt/Main 1991
- Hotel Ultimus, von Georges Feydeau, Sessler, Wien 1991
- Arden von Faversham, von einem Unbekannten Autor, Sessler, Wien 1992
- Ein Sommernachtstraum, von William Shakespeare, Sessler, Wien 1992
- Rom. Um die sieben Hügel, von Julien Gracq, Ammann, Zürich 1993
- Die Dame vom Maxim, von Georges Feydeau, Sessler, Wien 1993
- Macbeth, von William Shakespeare, Sessler, Wien 1995
- Die Nacht in der Rue du Colisée, von Georges Feydeau, Sessler, Wien 1996
- Die falsche Zofe oder Der bestrafte Betrüger, von Pierre Carlet de Chamblain de Marivaux, Sessler, Wien 1996
- Hamlet, von William Shakespeare, Sessler, Wien 1997
- Im Lichtermeer, (übersetzt zusammen mit Daniel Karasek) von Howard Korder, Projekt Theater- und Medienverlag, Köln 1997
- Passagiere, von Véronique Olmi, Suhrkamp, Frankfurt/Main 1997
- Die Pariserin, von Henri Becque, Desch, München 1997
- Mass für Mass, von William Shakespeare, Sessler, Wien 1997
- Der Fall Gaspard Meyer, von Jean-Yves Picq, Desch, München 1998
- Irische Impressionen, von Bernd Weisbrod, Edition Stemmle, Zürich 1999
- Exit Living Fashion, von Katrin Thomas, Edition Stemmle, Zürich 1999
- Andy Warhol. Photography, (Kapitel über die Polaroids) Ausstellungskatalog der Hamburger Kunsthalle, Edition Stemmle, Zürich 1999
- Wieder ein Jahr umsonst, von Christophe Pellet, Projekt Theater- und Medienverlag, Köln 2000
- Der Schmerzpunkt, von Christophe Pellet, Projekt Theater- und Medienverlag, Köln 2000
- Das Giraffenkind, von Christophe Pellet, Projekt Theater- und Medienverlag, Köln 2000
- Viel Lärm um nichts, von William Shakespeare, Sessler, Wien 2000
- Die Zähmung der Widerspenstigen, von William Shakespeare, Sessler, Wien 2000
- Das Wintermärchen, von William Shakespeare, Sessler, Wien 2000
- Akt in Polaroids. The Nudes Collections, hrsg. von Barbara Hitchcock, Edition Stemmle, Zürich, New York 2000
- Nicht bewegen, von Emmanuel Darley, Projekt Theater- und Medienverlag, Köln 2001
- Das Giraffenkind. Trilogie, von Christophe Pellet, in: Scène 4. Fünf französische Theaterstücke, Hg. Barbara Engelhardt, Verlag der Autoren, Frankfurt 2001, S. 115–247
- Small Talk. Gute Unterhaltung, von Dale Reynolds, Drei Masken, München 2002
- Nicht bewegen, von Emmanuel Darley, in: Scène 5. Fünf französische Theaterstücke, Hg. Barbara Engelhardt, Verlag der Autoren, Frankfurt 2002, S. 67–100
- Zart besaitet, von Christophe Pellet, Jussenhoven & Fischer, Köln 2003
- König Lear, von William Shakespeare, Sessler, Wien 2006
- Die grosse Bäckerei-Attacke. Opera buffa von Misato Mochizuki. Libretto von Yohanan Kaldi nach Haruki Murakami, Breitkopf & Härtel, Wiesbaden 2008
- Jugend ohne Gott, von Christopher Hampton, nach dem Roman „Jugend ohne Gott“ von Ödön von Horváth, Sessler, Wien 2009